# 9. februar
9. februar je 40. dan leta v gregorijanskem koledarju. Ostaja še 325 dni (326 v prestopnih letih).

## Dogodki
- 1573 – uporni kmetje pod vodstvom Matije Gubca se pri Stubici spopadejo s fevdalno vojsko
- 1801 – Avstrija in Francija podpišeta mir v Lunévillu
- 1900 – ustanovljeno tekmovanje za Davisov pokal
- 1904 – z japonskim napadom na Port Arthur se prične rusko-japonska vojna
- 1934 – Grčija, Turčija, Romunija in Kraljevina Jugoslavija ustanovijo balkansko antanto
- 1943:
  - japonska vojska zapusti Guadalcanal
  - začetek bitke na Neretvi
- 1945 – francosko-ameriška vojska likvidira žep pri Colmaru
- 1969 – prvi polet Boeinga 747
- 1996 – v laboratoriju je ustvarjen radioaktivni kemijski element Kopernicij.
- 1998 – Primož Peterka na Kulmu kot prvi Slovenec preleti 200 metrov in pristane pri 203 metrih
- 2006 – v Koblerjevem zalivu pri Mariboru najdena prva s ptičjo gripo okužena laboda v Sloveniji

## Rojstva
- 1060 – papež Honorij II. († 1130)
- 1274 – Ludvik Touluški, škof Toulousa, svetnik († 1297)
- 1313 – Marija Portugalska, kastiljska kraljica († 1357)
- 1344 – Majnhard III., tirolski grof, vojvoda Zgornje Bavarske († 1363)
- 1409 – Konstantin XI. Paleologus, bizantinski cesar († 1453)
- 1579 – Giovan Battista Andreini, italijanski gledališki igralec († 1654)
- 1700 – Daniel Bernoulli I., švicarski matematik, fizik († 1782)
- 1705 – Janez Žiga Valentin Popovič, slovenski naravoslovec, jezikoslovec († 1774)
- 1731 – Gasparo Angiolini, italijanski koreograf († 1803)
- 1748 – Luther Martin, ameriški državnik († 1826)
- 1773 – William Henry Harrison, ameriški predsednik († 1841)
- 1826 – Jožef Borovnjak, slovenski rimskokatoliški duhovnik in pisatelj na Madžarskem († 1909)
- 1846 – Wilhelm Maybach, nemški inženir, industrialec († 1929)
- 1863 – Anthony Hope Hawkins, angleški pisatelj († 1933)
- 1871 – Fran Saleški Finžgar, slovenski pisatelj († 1962)
- 1879 – Jacques Bainville, francoski zgodovinar († 1936)
- 1880 – James Stephens, irski pesnik, pisatelj († 1950)
- 1889 – Boris Vladimirovič Anenkov, ataman sibirskih kozakov  († 1927)
- 1891 – Ronald Charles Colman, angleški filmski igralec († 1958)
- 1939 – Irena Barber, porabska slovenska pisateljica in novinarka († 2006)
- 1940 – John Maxwell Coetzee, južnoafriški pisatelj, nobelovec 2003
- 1943 – Joseph »Joe« Pesci, ameriški filmski igralec
- 1945 – Maria de Lourdes Villiers »Mia« Farrow, ameriška filmska igralka
- 1960 – Bojan Šrot, slovenski politik, pravnik in alpinist, župan Mestne občine Celje
- 1978 – 
  - Rudi Bučar, slovenski glasbenik
  - Igor Zorčič, slovenski politik in pravnik, predsednik Državnega zbora Republike Slovenije
- 1979 – Luka Špik, slovenski veslač

## Smrti
- 1134 – cesar Taizong, dinastija Jin (* 1075)
- 1185 – Teodorik I., lužiški mejni grof (* 1118)
- 1199 – Minamoto no Joritomo, ustanovitelj in prvi šogun japonskega Šogunata Kamakure (* 1147)
- 1212 – Bernhard III., saški vojvoda (* 1140)
- 1307:
  - Alexander de Brus, škotski plemič (* 1285)
  - Thomas de Brus, škotski plemič (* 1284)
- 1407 – Vilijem I., meissenški mejni grof (* 1343)
- 1588 – Alvaro de Bazán - markiz de Santa Cruz, španski mornariški poveljnik (* 1526)
- 1811 – sir Nevil Maskelyne, angleški duhovnik, astronom (* 1732)
- 1874 – Jules Michelet, francoski zgodovinar (* 1798)
- 1881 – Fjodor Mihajlovič Dostojevski, ruski pisatelj (* 1821)
- 1894 – Maxime du Camp, francoski pisatelj, fotograf (* 1822)
- 1901 – Louis-Nicholas Ménard, francoski pisatelj (* 1822)
- 1936 – Jacques Bainville, francoski zgodovinar (* 1879)
- 1942 – Lauri Kristian Relander, finski predsednik (* 1883)
- 1957 – Miklós Horthy de Nagybánya, madžarski regent (* 1868)
- 1977 – Sergej Vladimirovič Iljušin, ruski letalski konstruktor (* 1894)
- 1984 – Jurij Vladimirovič Andropov, voditelj Sovjetske zveze (* 1914)
- 2021 – Chick Corea, ameriški pianist († 2021)

## Goduje
- sveti Ciril Aleksandrijski
- sveta Apolonija
- sveti Nikefor